# Beatriz de Castilla (n. 1254)

Escudo de armas del marquesado de Montferrato.

Beatriz de Castilla (1254 - después de 1280). Infanta de Castilla y marquesa de Montferrato, fue hija de Alfonso X el Sabio, rey de Castilla y León, y de la reina Violante de Aragón. Contrajo matrimonio con Guillermo VII de Montferrato, marqués de Montferrato con quien tuvo a Juan I de Montferrato, último marqués de Montferrato de la dinastía Aleramici.

## Orígenes familiares
Hija de Alfonso X el Sabio, rey de Castilla y León, y de su esposa, la reina Violante de Aragón, era nieta por parte paterna de Fernando el Santo, rey de Castilla y León, y de su primera esposa, la reina Beatriz de Suabia y por parte materna de Jaime I el Conquistador, rey de Aragón, y de su esposa, la reina Violante de Hungría.

## Biografía
Beatriz de Castilla  nació en diciembre del año 1254.  En 1271 contrajo matrimonio en la ciudad de Murcia con Guillermo VII de Montferrato, marqués de Montferrato. Se desconoce la fecha exacta de su muerte aunque hubo de tener lugar después del año 1280.

## Matrimonio y descendencia
Fruto de su matrimonio con el marqués Guillermo VII de Montferrato nacieron dos hijos:
- Violante de Montferrato (1272/73-1317), esposa del emperador bizantino Andrónico II Paleólogo, con quien tuvo cuatro hijos.

- Juan I de Montferrato (1278-1305). Último marqués de Montferrato de la dinastía Aleramici, contrajo matrimonio con Margarita de Saboya, hija de Amadeo V de Saboya. No tuvieron descendencia y el marquesado fue heredado por su sobrino Teodoro I de Montferrato hijo de su hermana Violante.